# UTC+6:30
UTC+6:30 è un fuso orario, in anticipo di 6 ore e 30 minuti sull'UTC.

## Zone
È utilizzato nei seguenti territori:
- Australia:
  -  Isole Cocos
- Birmania

## Geografia
UTC+6:30 fa parte delle regioni del mondo in cui il fuso orario non corrisponde a uno spostamento di un numero intero di ore rispetto all'UTC.
Il Myanmar è situato teoricamente a cavallo dei fusi orari UTC+6 e UTC+7 e l'ora solare media della vecchia capitale Rangoon (16°47′N 96°09′E) è abbastanza vicina UTC+6:30 perché tale fuso orario ne sia una buona approssimazione.
Le isole Cocos sono situate a 12°07′S 96°54′E e, anche in questo caso, UTC+6:30 è una migliore approssimazione dell'ora locale.

## Ora legale
Nessuna delle zone a UTC+6:30 osserva l'ora legale, e nessun'altra area adotta questo fuso orario d'estate.